# 川辺川
川辺川（かわべがわ）は、球磨川水系最大の支流で熊本県を流れる一級河川。

## 地理
熊本県と宮崎県の境に位置する国見岳の五木川を源流とし、熊本県球磨郡五木村内にて五木小川と合流、以降が川辺川である。ほぼ国道445号と並行して南西に流れ、人吉盆地で球磨川に合流する。

## 支流
- 下梶原川
- 五木小川
- 五木川（源流）

## 橋梁
- 観音橋
- 川辺大橋
- 相良大橋
- 柳瀬橋
- 新村橋
- 権現橋

## 流域の自治体
熊本県
五木村、相良村、錦町
八代市（五木川流域）